# 헌절황후
헌절황후 형씨(憲節皇后 邢氏, 1106년 ~ 1139년 6월 29일(음력 6월 2일))는 남송 고종의 첫번째 정실 부인이다. 금나라로 압송되어 실제로 재위하지는 않았지만 요봉(遙封)의 형식을 빌어 남송의 황후로 책봉되었다.

## 생애
이름은 형병의(邢秉懿)이며, 개봉 상부 출신으로 아버지 형환(邢煥)과 어머니 웅씨(熊氏) 사이에서 태어났다. 고종이 강왕(康王)시절 일 때 혼인하여 가국부인(嘉國夫人)으로 봉해졌다.
1127년(정강 2년), 정강의 변으로 금나라의 침공을 받아 수도 개봉이 함락되자 휘종, 흠종을 비롯한 송나라의 수많은 황족과 비빈들이 금나라로 압송되었는데, 이때 형씨 또한 금나라로 압송되었다. 정강의 변 당시 몸을 피해있던 남편 고종과는 이후 두번다시 만나지 못하게 되었다.
금나라로 끌려갈 당시 형씨는 임신 상태였으나 유산하였다. 이후 금나라의 개천대왕(蓋天大王)에게 강간을 당하여 자결을 시도하기도 했다. 금나라는 고종에게 모욕감을 줄 생각으로 고종의 어머니 위현비(韋賢妃)와 고종의 아내 형병의, 측실인 전춘라(田春羅), 강취미(姜醉媚)를 비롯해 휘종의 딸 순덕제희(洵德帝姬)와 유복제희(柔福帝姬)등을 관영 매춘업소인 세의원(洗衣院)으로 보내 성적 모멸감을 주었다.
1135년(남송 소흥 5년, 금 천회 13년), 위현비와 형병의는 세의원에서 나와 오국성(五國城)으로 보내졌다.
1139년(남송 소흥 9년, 금 천권 2년) 금나라 오국성에서 사망하였다. 금나라의 희종이 예에 맞게 장사를 치러 주었으나 비밀에 부쳤기 때문에 남송에서는 이 사실을 전혀 알지 못했다.
1142년(남송 소흥 12년, 금 황통 2년), 남송과 금나라 사이에서 맺어진 소흥화의의 결과 고종의 어머니 위현비(현인황후)가 금나라에서 남송으로 송환되면서 형씨가 이미 사망했음을 알렸다. 고종은 크게 슬퍼하여 형씨에게 의절(懿節)의 시호를 내리고 송환된 재궁을 소자성헌황후 재궁의 서북쪽에 안치하였다.
1143년(소흥 13년), 고종은 형씨의 죽음을 인지한 후 즉위 이후 16년간 공석이었던 황후 자리에 오씨(헌성자열황후)를 책봉하였다.
1189년(순희 16년), 효종에 의해 시호가 헌절(憲節)로 개칭되고 고종의 사당에 신주가 합사되었다.

## 기타
- 정강의 변 당시 금나라 연행 도중 조칙을 받고 탈출한 대신 조훈(曹勛)이 형병의의 금귀걸이 한쪽을 고종에게 전달하였다. 형씨는 조훈에게 '이 귀걸이처럼 왕을 빨리 만날것을 바란다'라는 말을 전해달라고 부탁하였는데, 이 말을 전해들은 고종은 형씨의 귀걸이를 전달받고는 형씨를 사무치게 그리워하며 황후로 책봉하였다.[1]
- 고종은 형씨를 그리워하며 황후에 책봉하였는데, 이때 그녀의 친척 25명에게 관직을 제수하였다.[1]
- 고종이 형씨의 죽음을 슬퍼하자, 고종의 황후인 헌성자열황후 오씨의 건의로, 오황후의 조카들과 형씨 가문이 혼인하였다.[1]

## 가족 관계

### 부모
- 부 : 형환(邢煥)
- 모 : 복국부인 웅씨(福國夫人 熊氏)

### 남편
- 고종(高宗, 1107년 ~ 1189년) : 남송의 초대 황제